# Naamá (esposa de Salomão)

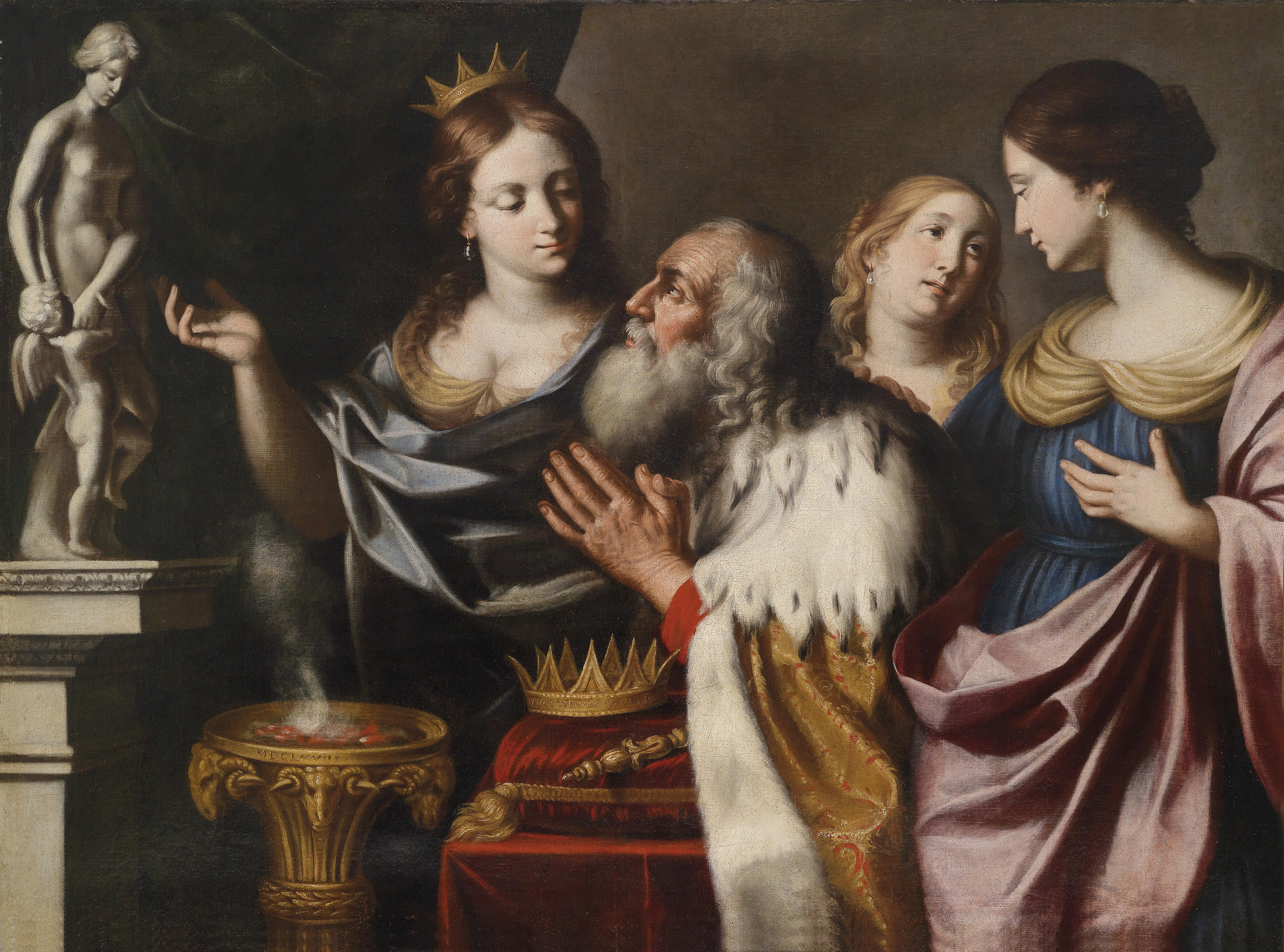
Representação de Giovanni Battista Venanzi do Rei Salomão sendo desviado à idolatria em sua velhice por suas esposas, 1668

Naamá foi a   esposa do rei Salomão e mãe de seu herdeiro, Roboão. Ela era uma amonita e foi a única  esposa de Salomão a ser mencionada pelo nome na Bíblia Hebraica.
Naamá é elogiada por sua retidão em Bava Kamma 38b, por causa da qual Moisés havia sido previamente avisado por Deus para não fazer guerra aos amonitas, adoradores de Moloque, pois Naamá descenderia deles. É dito que ela era filha de Hanum, rei dos amonitas, nos textos bíblicos gregos e na literatura rabínica.[carece de fontes?]